# Барак Сатыбалдыулы
Барак Сатыбалдыулы (1743, Самские пески, Устюрт — 1840, там же) — казахский батыр. Один из руководителей национально-освободительного движения казахов Младшего жуза. Стал известен в народе с 18 лет, когда одержал победу в поединке с торгаутским батыром Алакобик. В 70-е годы XVIII века, возглавив отряд шомишты-табын, участвовал в сражениях с калмыками. В 1785—1792 один из руководителей движения Сырыма Датова. С 3-тысячным войском вёл ожесточенные бои близ Оренбургской крепости с карательными отрядами царского правительства. Об упорстве и силе войск Барака писал барон О. А. Игельстром в письме императрице Екатерине II. Ему посвящена поэма «Батыр Барак». Сын Барака Асау (1763—1846), внук Даут (1787-1874) — известные батыры. Батыры Барак и Асау похоронены в 15 км к юго-востоку от аула Турыш.